# Liste der Ehrendoktoren des Karlsruher Instituts für Technologie
Die Liste der Ehrendoktoren des Karlsruher Instituts für Technologie führt alle Personen auf, die die Würde des Ehrendoktors vom Karlsruher Institut für Technologie sowie dessen Vorgängerorganisationen, namentlich der TH Karlsruhe bzw. der Universität Karlsruhe, erhalten haben. 

## Liste

### Zeitpunkt der Verleihung bekannt
- Hermann Zimmermann (verliehen 1901)
- Gustav Friedrich Herrmann (verliehen 1903)
- Josef Stübben (verliehen 1904)
- Max Honsell (verliehen am 21. November 1906)
- Charles Eugene Lancelot Brown (verliehen 1911)
- Carl Benz (verliehen am 25. November 1914)
- Albert Hofmann (verliehen 1917)
- Luise von Preußen (verliehen 1917)
- Paul Clemen (verliehen am 27. Juli 1918)
- Ernst Heckel (verliehen 1918)
- Fritz Raschig (verliehen 1918)
- Max Rudeloff (verliehen am 25. November 1918)
- Friedrich August Haselwander (verliehen 1920)
- Rudolf Gelpke (verliehen 1920)
- George Henry de Thierry (verliehen 1920)
- Felix Deutsch (verliehen 1921)
- Karl Lohmeyer (verliehen 1921)
- Hermann Hummel (verliehen 1921)
- Jacob Klein (verliehen 1921)
- Reinhold Rüdenberg (verliehen 1921)
- Franz Himstedt (verliehen 1922)
- Karl Albiker (verliehen 1925)
- Paul Pfeiffer (verliehen 1925)
- Ernst Julius Cohen (verliehen 1925)
- Heinrich Brenzinger (verliehen 1926)
- Max Buchner (verliehen 1927)
- Julius Finter (verliehen 1928)
- Arthur Binz (1929)
- Otto Blum (verliehen 1931)
- Oskar Waldrich (verliehen 1933)
- Prosper L’Orange (verliehen 1939)
- Arnold Eucken (verliehen 1945)
- Franz Dischinger (verliehen 1948)
- Otto Henninger (verliehen 1948)
- Konrad Rühl (verliehen 1950)
- Reinhard Demoll (verliehen 1950)
- Rudolf Fettweis (verliehen 1950)
- Max Strutt (verliehen 1950)
- Lothar Nordheim (verliehen 1951)
- Erich Reuleaux (verliehen 1951)
- Max Trautz (verliehen 1952)
- Erich Lohmeyer (verliehen 1956)
- Richard Döcker (verliehen am 28. Juli 1958)
- Jakob Ackeret (verliehen 1958)
- Siegfried Meurer (verliehen am 11. Februar 1959)
- Werner Heisenberg (verliehen am 6. Februar 1961)
- Werner Nestel (verliehen am 19. Februar 1962 von der Fakultät für Maschinenwesen)
- Heinrich Welker (verliehen 1962)
- Kurt Martin (verliehen 1964)
- Udo Wegner (verliehen 1964)
- Arthur Thomas Ippen (verliehen am 21. Februar 1967)
- Hans Sartorius (* 25. Mai 1913, Ingenieur) (verliehen 1968)[1]
- Hermann Beer (verliehen 1970)
- Karl Adam (verliehen 1972)
- Ferdinand Lewald (verliehen 1972)
- Franz Pacher (verliehen 1975 von der Fakultät für Bauingenieur- und Vermessungswesen)
- Hunter Rouse (verliehen 1975)
- Albert Vierling (verliehen 1975)
- Charles A. Whitten (verliehen am 9. Juli 1975 von der Fakultät für Bauingenieur- und Vermessungswesen)[2]
- Heinz König (verliehen am 18. Mai 1979)
- Walter Isard (verliehen 1979)
- Arno Paul Bäumer (verliehen 1982)
- Heinz Maecker (verliehen 1983)
- Charles Massonet (verliehen 1985)
- Volker Aschoff (verliehen am 11. Juni 1986)
- Heinz Duddeck (verliehen 1988)
- János Aczél (verliehen am 13. August 1990)
- Merton H. Miller (verliehen am 14. Dezember 1990)
- Ewald Wicke (verliehen am 16. Juni 1991)
- Raymond Redheffer (verliehen am 22. November 1991 von der Fakultät für Mathematik)
- Richard S. Varga (verliehen am 22. November 1991)
- Leopold Horner (verliehen 1995 von der Fakultät für Chemie und Biowissenschaften)
- Rudolf Sigl (verliehen am 14. Juni 1995 von der Fakultät für Bauingenieur- und Vermessungswesen)[2]
- Dieter Ludwig (verliehen 1998)[3]
- Fany Solter (verliehen 2001)
- Hermann Maurer (verliehen am 8. Mai 2002 von der Fakultät für Wirtschaftswissenschaften)
- Hans-Werner Hector (verliehen am 25. November 2003 von der Fakultät für Mathematik)
- Tomi Ungerer (verliehen im Februar 2004 von der Fakultät für Geistes- und Sozialwissenschaften)
- Hal Varian (verliehen am 1. Februar 2006 von der Fakultät für Wirtschaftswissenschaften)
- Anneliese Knoop-Graf (verliehen am 26. April 2006 von der Fakultät für Geistes- und Sozialwissenschaften)
- Martin Grötschel (verliehen am 8. September 2006 von der Fakultät für Wirtschaftswissenschaften)
- Klaus Tschira (verliehen am 8. Februar 2010 von der Fakultät für Informatik)
- Klaus Müllen (verliehen 2010)
- Ingo Wolff (verliehen 2010)
- Francis C. Moon (verliehen 2010)
- Thomas Renner (verliehen Mai 2011)
- Thomas Ottmann (verliehen am 27. Juni 2011 von der Fakultät für Informatik)
- Roland Mack (verliehen 2013)
- Peter Janich (verliehen 2016)
- Alexander Gerst (verliehen am 12. Juli 2019 von der Fakultät für Physik und von der Fakultät für Bauingenieur-, Geo- und Umweltwissenschaften)[4]
- Hasso Plattner (verliehen 2020)
- Knut Göppert (verliehen am 06.Juni 2025 von der Fakultät für Bauingenieur-, Geo- und Umweltwissenschaften)

### Zeitpunkt der Verleihungunbekannt
- Ernst Ackermann
- Gerd Albers
- Zdeněk Bažant
- Martin J. Beckmann
- Wilhelm Blaschke
- Ludwig Dürr
- Armin von Gerkan
- Karl Imhoff
- Klaus Knizia
- Otto Meyer
- Wilhelm Ostwald
- Klaus Oswatitsch
- Franz Reuleaux
- Rudolf Richter
- Eliel Saarinen
- Georg Schaeffler
- Hans Georg von Schnering
- Fritz Stüssi